# Diego Martínez Torrón
Diego Martínez Torrón (Córdoba, 1950) es un autor español, catedrático de Literatura Española en la Universidad de Córdoba. Ha escrito libros de ensayo, poesía y relato breve, y se ha encargado de la edición crítica de las Obras completas de José de Espronceda.

## Biografía
Nacido en octubre de 1950, es catedrático de Literatura Española en la Universidad de Córdoba. Ha escrito literatura española de los siglos XIX y XX, con diversos libros sobre el Romanticismo español. Ha editado obras completas de autores como José de Espronceda y el duque de Rivas. Ha estudiado a Alberto Lista, a Manuel José Quintana y la labor de los liberales progresistas españoles desde principios del XIX durante todo el romanticismo. También ha dedicado estudios a la obra de Cervantes, a la narrativa de autores como Álvaro Cunqueiro, Juan Benet, Azorín y Valle-Inclán y al pensamiento poético de Juan Ramón Jiménez, Octavio Paz y José Bergamín.
Su concepto de la metodología literaria surge de un nuevo planteamiento del binomio ideología y literatura, desde una perspectiva no marxista. En el prólogo a su edición del Quijote considera que "ideología es todo sistema de pensamiento -lógico o intuitivo, implícito o explícito- con representación social, y que se refleja en la cultura y en la sociedad, y previa o subsiguientemente en la filosofía y en el pensamiento político." "Ideología es un cosmos de pensamiento expreso en todas las formas culturales y también sociales de un determinado momento histórico. La ideología absorbería a la filosofía, a la que rige, por cuanto incide en todas las formas de pensamiento, limitadas y enriquecidas por los elementos históricos y sociales que la completan." Y estima que "toda obra de Arte es una consecuencia subsiguiente de la ideología –como pensamiento correspondiente a un momento histórico concreto-, que crea la cultura." Su concepto de la relación entre literatura e ideología contribuye a una adecuación de la crítica literaria a formas modernas de interpretación, con atención al pensamiento y los contenidos. Su doble formación como filósofo (Doctor en Filosofía Pura) y como filólogo (Licenciado en Filología Hispánica), ambos títulos por la Universidad Complutense de Madrid, le han permitido desarrollar desde los unicios de su carrerera hasta hoy, una metodología literaria personal que ha ido explicando evolutivamente al principio de cada uno de sus libros ocupándose de cuestiones de pensamiento y literatura.
Ha sido abanderado en defender el valor de El ruedo ibérico de Valle-Inclán, siendo la suya la primera edición filológica de esta obra, y aportando luego valiosos y numerosos inéditos de la serie.
Su edición del Quijote es fruto de largos años de estudio de la obra cervantina, y en ella analiza la profundidad del pensamiento de Cervantes y su verdadera modernidad, muy avanzada para la época.
También es autor de numerosos libros de poesía, que culminan en su antología Matices en la colección de clásicos Letras Hispánicas de Editorial Cátedra. 
En Al amor de Ella ha editado su poesía completa. Y en El signo infinito su narrativa completa.
Como narrador ha publicado libros de diferentes registros, con una expresión lírica y profunda, desde la sugerencia breve de Los sueños del búho, a narraciones que novelan la leyenda de la Dama de Amboto o a la marquesa de Montehermoso María Pilar de Acedo y Sarriá -amante de José Bonaparte-, entre otros temas. Destaca su novela Éxito, que constituye un homenaje a la juventud de la contracultura.
Su concepto de la obra poética se basa en lo que denominó la estética de la sencillez, que busca la emoción del lector/a partir de una expresión sencilla, pero depurada, llena de lirismo y pensamiento, y que ofrece, de modo transparente, toda una cosmovisión, casi filosófica, sobre temas como el amor –que es el asunto más tratado en su obra-, la muerte y la misma concepción del arte, la creación poética y la belleza o el infinito o la prolongación del amor en la figura de los hijos. Todo ello queda de manifiesto en su libro Al amor de Ella. Poesía completa y en su antología poética Matices, con poemas propios comentados por el autor.
La mayor parte de su obra de creación e investigación está publicada en su página de Cervantesvirtual, de acceso gratuito

## Obras

### Poesía
- Guiños (Poemas 1974-76), Barcelona, Ámbito Literario, 1981 (Finalista Premio Ámbito Literario 1980)[2]
- Alrededor de ti, (prólogo de Jorge Guillén), Barcelona, Anthropos, 1984 (Ámbitos Literarios/Poesía
- Las cuatro estaciones y el amor, Córdoba, Diputación Provincial, 1990 (Col. Polifemo) (finalista ex aequo del Premio Devenir de Poesía 1986)
- La otra tierra (prólogo de Luis Alberto de Cuenca, con cuatro fotografías de Ouka Lele), Murcia, Universidad de Murcia, 1990
- Una folla di voci (Una multitud de voces), (Antología bilingüe español/italiano seleccionada y traducida por Michele Coco), Bari, Levante Editori, 1992 (I Quaderni di Abanico, 11)
- Tres pájaros en primavera, (prólogo de Ángel Crespo, fotos de Ouka Lele), Madrid, Ediciones Libertarias (Huerga y Fierro Editores), 1995
- El palacio de la sabiduría, (prólogo de Jaime Siles), Madrid, Sial Ediciones, 2001[3][4]
- Mirar la luna. Poesía completa (1974-2002), Madrid, Sial/Fugger Libros, 2003[5][6]
- Adagio al sol, Sevilla, Ed. Algaida, 2007
- Fantasmas en la niebla, (prólogo de Gustavo Martín Garzo), Sevilla, Algaida, 2009.[7]
- Al amor de Ella. Poesía completa 1974-2014, Sevilla, Alfar, 2016.[8][9]
- Matices. Antología poética (1974-2016), Prólogo de José María Merino, Madrid, Cátedra, 2018 (Letras Hispánicas, 808).[10]

### Narrativa
- Los sueños del búho, (Pórtico de Pere Gimferrer, dibujos de Ouka Lele), Madrid, Huerga y Fierro Editores, 1998 (Narrativa, 143).
- Los dioses de la Noche, (prólogo de Leonardo Romero Tobar), Madrid, Sial, 2004[11]
- Éxito, (prólogo de José María Merino), Sevilla, Alfar, 2013.[12]
- El signo infinito. Relatos completos (1998 - 2016), Sevilla, Alfar, 2016.[13]
- Inés y los duendes, Córdoba, Berenice, 2025.

### Ensayos
- La fantasía lúdica de Álvaro Cunqueiro, Sada, do Castro, 1980
- El argumento de la obra, Madrid, Taurus, 1985 (Temas de España)
- Los liberales románticos españoles ante la descolonización americana (1808-1834), Madrid, Editorial Mapfre, 1992, (Colecciones Mapfre 1492)
- El alba del romanticismo español. Con inéditos recopilados de Lista, Quintana, Juan Nicasio Gallego y José Musso, Sevilla, Alfar/Universidad de Córdoba, 1993 Alfar Universidad, 79)
- Ideología y literatura en Alberto Lista, Sevilla, Alfar, 1993 (Alfar Universidad, 78)
- Manuel José Quintana y el espíritu de la España liberal. Con textos desconocidos, Sevilla, Alfar, 1995 (Alfar Universidad, 83)
- La sombra de Espronceda, Badajoz, Editora Regional de Extremadura, 1999
- Posibles inéditos de Quevedo a la muerte de Osuna, Pamplona, Ediciones de la Universidad de Navarra (EUNSA), 2003
- Juan Ramón, Alberti: dos poetas líricos, Kassel, Edition Reichenberger, 2006
- ‘Doña Blanca de Castilla’, tragedia inédita del duque de Rivas, Pamplona, EUNSA, 2007
- Poetas románticas españolas (Antología), Madrid, Sial, 2008
- Valle-Inclán y su leyenda. Al hilo de “El ruedo ibérico”, Granada, Editorial Comares, 2015, (Interlingua, 142)[14]
- El otro Espronceda, Sevilla, Alfar, 2016
- Cervantes y el amor, Sevilla, Alfar, 2017[15]
- La poética interior de Octavio Paz (Variables poéticas de Octavio Paz), Sevilla, Alfar, 2018.
- Ideología y castas en Cervantes Madrid, Visor, 2023.(Biblioteca Cervantina 13)
- El alma de los libros. La literatura como refugio Córdoba, Editorial Berenice, 2024.

### Ediciones de clásicos
- Juan Benet, Un viaje de invierno, Madrid, Cátedra, 1980 (Letras Hispánicas). Segunda edición, ibíd., 1989. 3.ª edición actualizada, ibídem, Madrid, Cátedra, 1998
- José Bergamín, Antología poética, Madrid, Castalia (Clásicos Castalia, 227), 1997
- Juan Ramón Jiménez, La realidad invisible, Madrid, Cátedra, 1999, (Letras Hispánicas). Segunda edición revisada y ampliada, Madrid, Cátedra, 2010 (Letras Hispánicas, 495)
- José de Espronceda, Obras completas, Madrid, Cátedra, 2006 (Bibliotheca Áurea)
- Ángel de Saavedra, Duque de Rivas, Poesías completas, Sevilla, Alfar, 2012 (Alfar Universidad, 186)
- Ángel de Saavedra, Duque de Rivas, Teatro completo, Sevilla, Alfar, 2015, 2 vols
- Ramón del Valle-Inclán, El ruedo ibérico, Madrid, Cátedra, 2017 (Letras Hispánicas, 772)[16]
- Ramón del Valle-Inclán, Manuscritos inéditos de “El ruedo ibérico”, Sevilla, Renacimiento/UCOpress Editorial Universidad de Córdoba, 2019 (Col. Los Cuatro Vientos, 154)[17]
- Miguel de Cervantes Saavedra, Don Quijote de La Mancha, Sevilla, Renacimiento, 2020 (Los Cuatro Vientos, 172)
- Ramón del Valle-Inclán, La lámpara maravillosa, Barcelona, Castalia, 2024 (Clásicos Castalia, 340)